# قتل شلهویت پاس
در ۲۶ مارس ۲۰۰۱، یک تک‌تیرانداز فلسطینی در هبرون، کرانه باختری با شلیک گلوله شلهویت پاس (به انگلیسی: Shalhevet Pass) نوزاد ۱۰ ماههٔ اسرائیلی را به قتل رساند.
این رویداد افکار عمومی اسرائیل را شوکه کرد، خصوصاً به این خاطر که تحقیقات نشان داد تک‌تیرانداز از قصد کودک شیرخواره را هدف گرفته است. به گفته دبورا سونتاگ از نیویورک تایمز، این قتل به یک «نماد قدرتمند اسرائیل به عنوان قربانی بی‌گناه خشونت» تبدیل شد.

## قتل
در ساعت ۴ بعد از ظهر روز ۲۶ مارس ۲۰۰۱، در حالی که شلهویت در کالسکه همراه با پدر و مادرش در پارکینگی در محله آبراهام آوینو در هبرون، نزدیک محل زندگی‌شان حضور داشت، هدف گلوله قرار گرفت.
پس از ده دقیقه توقف، تک‌تیرانداز فلسطینی از محله ابوسنینه در تپه مقابل تیراندازی را از سر گرفت. شلهویت درجا کشته شد. مادرش وقتی صدای شلیک گلوله را شنید او را بغل کرد، اما متوجه شد که کودکش کشته شده است. یکی از گلوله‌های تک‌تیرانداز به سر نوزاد اصابت کرد و از جمجمه او گذشت و به پدرش نیز اصابت کرد. پدر شالهویت، یتزچاک پاس، یک دانشجو بود که کالسکه را هل می‌داد؛ او نیز دقایقی بعد با دو گلوله به شدت مجروح شد.
گزارش‌های مطبوعاتی نشان می‌دهند که زمین بازی در آن زمان بسیار شلوغ بود، زیرا اخیراً یک بار شن و ماسه جدید به زمین بازی اضافه شده بود. بر اساس گزارش‌های تأیید نشده، یک کودک دیگر مورد اصابت گلوله قرار گرفته است و دو کودک دیگر نیز گلوله از لباسشان عبور کرده است.

## پیامد

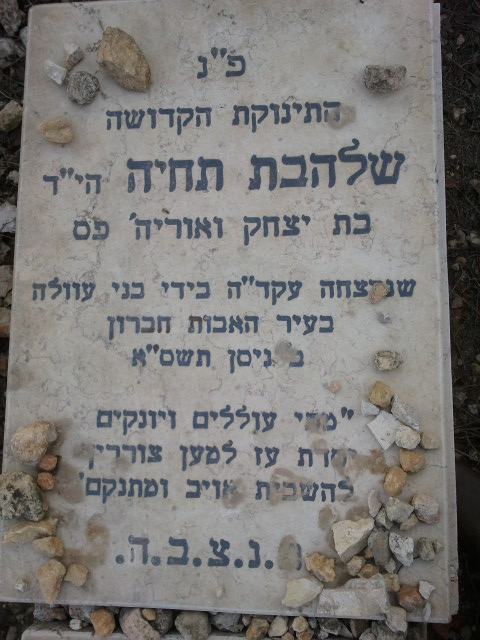
سنگ آرامگاه شلهویت پاس

این قتل که در جریان انتفاضه دوم رخ داد، خشم شدیدی را در بین مردم اسرائیل ایجاد کرد. آریل شارون نخست‌وزیر این حمله را محکوم کرد و به خانواده پاس تسلیت گفت. شارون همچنین اظهار داشت که او تشکیلات خودگردان فلسطین را مسئول این حمله می‌داند. جامعه یهودی الخلیل از نیروهای دفاعی اسرائیل (IDF) خواستند محله ابو سنینه را دوباره اشغال کنند و خانواده پاس حتی اعلام کردند که تا زمانی که ارتش اسرائیل این کار را نکند، نوزاد خود را دفن نخواهند کرد.

### دستگیری و محاکمه قاتل
مقامات فلسطینی ابتدا این تک تیرانداز را دستگیر کردند اما پس از مدتی او را آزاد کردند. در ۹ دسامبر ۲۰۰۲ شین بت موفق شد تیرانداز، محمود عمرو عضو تنظیم را دستگیر کند. در دسامبر ۲۰۰۴، دادگاه نظامی قاتل را مجرم شناخته و او را به سه حبس ابد محکوم کرد.

به گفته دولت اسرائیل، تحقیقات به این نتیجه رسیده است که تک‌تیرانداز به عمد نوزاد را هدف قرار داده است. سخنگوی آریل شارون، نخست‌وزیر، گفت:
این واقعیت که آنها می‌توانند نوزاد و سپس پدر را هدف قرار دهند [نشان می‌دهد] این یک قتل وحشتناک، عمدی و خونسرد است. تک تیراندازها فقط جوانان تفنگدار نیستند… اگر عرفات می‌خواست، تک‌تیرانداز آنجا نبود. 

در حکم، قضات شوکه شدن خود را از وحشیانه بودن قتل ابراز کردند:
یک گلوله از یک تفنگ تک‌تیرانداز کافی بود تا به زندگی نوزاد شیرخوار شلهویت پاس خاتمه دهد که تا آن رویداد برای عموم مردم ناشناخته بود و مانند سایر کودکان زندگی خود را سپری کرد تا این‌که روزی غروب آمد، گلوله‌ای به سرش خورد و مرد و شلهویت که هنوز کوچک بود و در دوران نوزادی بود، توسط یک قاتل شرور که عمداً با استفاده از یک دوربین تلسکوپی، ماشه را کشید به مرگ محکوم شد. عکس نوزاد تیر خورده روی میز ماست، در ذهنمان حک شده و به روحمان آرامش نمی‌دهد. ما نمی‌توانیم درک کنیم و نمی‌توانیم تحمل کنیم که قاتل به آن به راحتی به یک فرد درمانده آسیب رسانده است … ما قاضی‌ها فقط انسان هستیم و نمی‌توانیم چیزی جز تصویری که در حواسمان پدیدار می‌شود ببینیم، تصویری پر از نفرت، خون و سوگ. ما نباید این تصویر را بپذیریم و باید هر کاری که می‌توانیم برای محکوم کردن آن انجام دهیم.

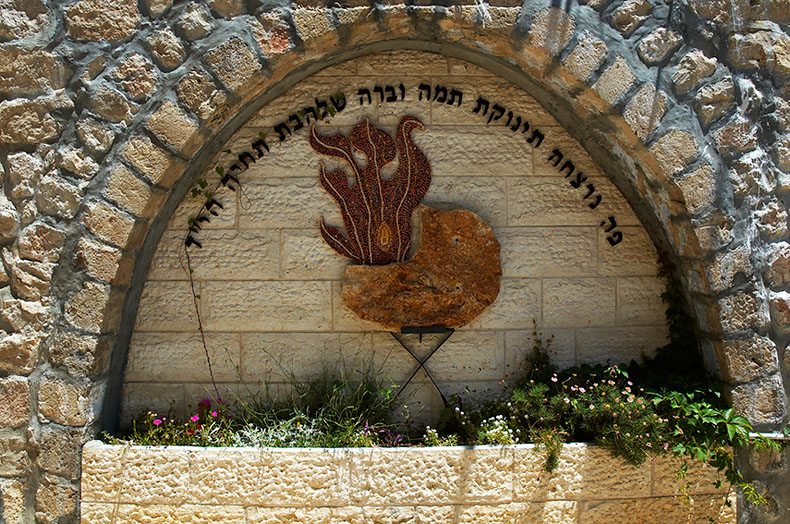
یادبود شلهویت پاس، هبرون

یتزچاک پاس، پدر کودک، بعداً به یک گروه تروریستی زیرزمینی در بت عین پیوست که قصد داشت یک مدرسه دخترانه فلسطینی را در اورشلیم شرقی منفجر کند. او در نهایت به دلیل داشتن ۱۰ پوند مواد منفجره دستگیر و به دو سال زندان محکوم شد.

### واکنش رسانه‌ها
آسوشیتدپرس گزارش این قتل را با عنوان «کودک یهودی در کرانه باختری مُرد»، منتشر کرد و جاشوا لوی در کتاب خود به نام رنج سرزمین موعود به دلیل کم‌اهمیت جلوه دادن این قتل، آن را مورد انتقاد قرار داد.
صدای فلسطین، ایستگاه رادیویی رسمی تشکیلات خودگردان فلسطین گزارش داد که کشته‌شدن این دختر به ضرب گلوله دروغ است و مادر این دختر بچه خودش را به قتل رسانده است.